# 焦土作戦

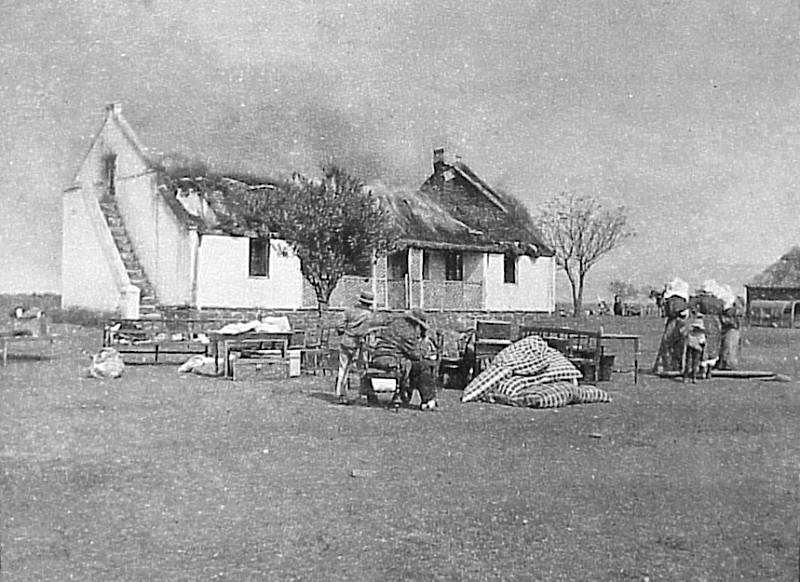
ボーア戦争で火を放たれる家屋。イギリス軍は現地のボーア人たちに身の回りのものを集める時間を10分与え、問答無用で家々を焼き払った

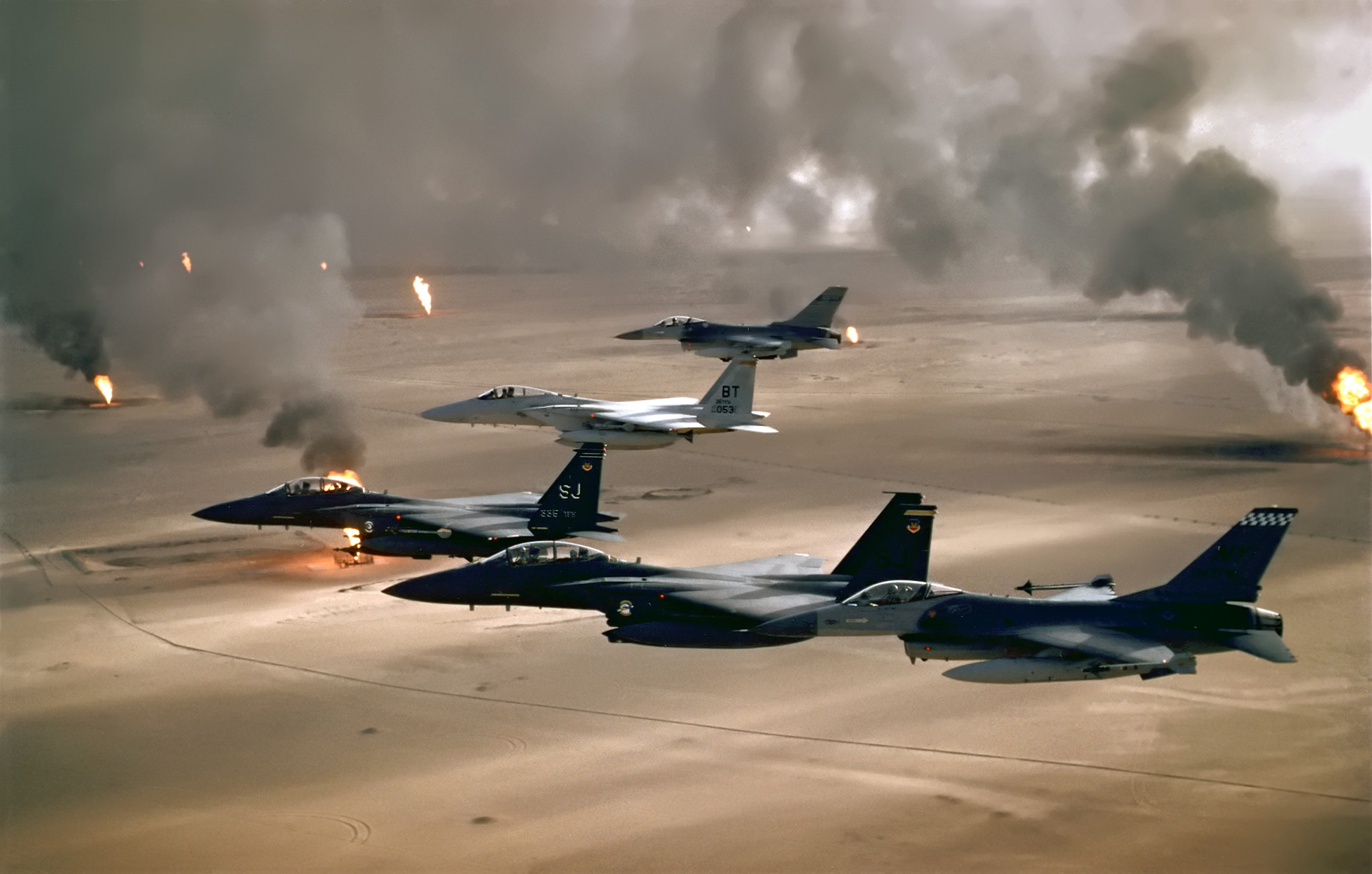
湾岸戦争で撤退するイラク軍に放火され黒煙を上げるブルガン油田。国土を取り戻したクウェートは膨大な原油を失った

焦土作戦（しょうどさくせん）とは、戦争等において、防御側が、攻撃側に奪われる地域の利用価値のある建物・施設や食料を焼き払い、その地の生活に不可欠なインフラストラクチャーの利用価値をなくして攻撃側に利便性を残さない、つまり自国領土に侵攻する敵軍に食料・燃料の補給・休養等の現地調達を不可能とする戦術及び戦略の一種である。
なお、攻撃軍が退却に際し、追撃を遅らせるために鉄道施設や補給施設を破壊する場合も焦土作戦に含まれる。

## 戦争における焦土作戦
撤退する場合に敵方に利用価値のあるものを残さないことは戦術・戦略上の要諦であり、対象物が軍事施設だけに限定される場合などは焦土作戦とは呼ばない。
焦土作戦と呼ぶ場合には民間人の家屋や田畑はおろか、町そのものや自然の山林まで焼き払うことである。
森林や木造家屋などの燃料になりうる可燃物が全て燃やされてしまえば、その場所に駐屯する部隊は日常の炊事のための燃料すら他の場所から運ばなければならず、食料があっても炊事が出来ない状態となり食事に不自由するようになる。また、ロシア、スウェーデン、フィンランドなどの水が凍結するような寒冷地では、燃料が欠乏していることは凍死に直面するだけでなく、水すら満足に飲めないことになる。このため、ロシアなどの寒冷地域で焦土作戦が行われると敵軍は極めて深刻な事態に陥る。また、家屋がまったく無ければ寒冷地で長期間の野宿を強要されることになり、寒さによって大量の犠牲者を出すことになる。このため、焦土作戦が最大限の効果を発揮するのは寒冷地域や乾燥地帯など食料・燃料が比較的乏しい地域であり、自然林の豊富な熱帯地域では回復力があるためにあまり効果がない。
メリットとしては食糧などを持ち去って建物に火をつけて立ち去るだけなので作戦は短時間で済むこと、防御側の被害は大きくはならないことなど。デメリットとしては攻撃側を撃退した後に焼いた場所で防御軍も過ごさないと再度侵攻されたりもすることや焼いた建造物の再建に費用がかかってしまうことなどがある。

### 史実における焦土作戦
- 紀元前6世紀にアケメネス朝ペルシア帝国のダレイオス1世がスキティア（スキタイ）遠征を起こすと、スキタイ側は、南ロシアの街や村を焼き払い食料の現地調達が不可能となったペルシア軍は撤退するも、スキタイに大きな損害を与えた。
- 紀元前1世紀中葉のローマの将軍カエサルによるガリア侵略に対し、ガリアの族長ウェルキンゲトリクスは町を破壊し、田野を焼き払ったが（アウァリクム包囲戦）、焼き払い損ねたアウァリクム（現ブールジュ）がローマ軍によって食糧基地として利用され、アレシアの戦いでウェルキンゲトリクスは決定的な敗北を喫し、ローマに降伏した。
- ガグラー戦争（1375年 - 1376年）、フランスのエンゲラント卿7世ド・クーシーが、傭兵1万人を擁してスイスのアールガウに侵攻。これに対して守勢側のレオポルド3世は、事前に住民の食糧まで奪う焦土作戦を行い対抗。末代までスイス人の恨みをかうこととなった[1]。
- ワラキア公ヴラド・ツェペシュのオスマン帝国との戦い（1462年）。ヴラド・ツェペシュはゲリラ戦を併用した焦土作戦でメフメト2世率いるオスマン帝国の大軍を苦しめ、撤退に追い込んだ。
- 日本の戦国時代（15世紀末 - 16世紀末）には敵国の食料を枯渇させる目的で収穫前の田から穂を刈り取る「青田刈り」が戦術として行われていた。
- 文禄・慶長の役（1592年-1593年,1597年-1598年）において、朝鮮側が日本軍（豊臣秀吉の軍）の補給路を根絶するために行った。
- ダンバーの戦い（1650年）でスコットランドは首都エディンバラに進軍してくるイングランド共和国軍に対して焦土作戦を行い、補給を困難にさせた。
- 大北方戦争（1700年 - 1721年）。ロシア軍の焦土作戦と、厳冬（冬将軍）によってスウェーデン軍は敗退した。
- サリバン遠征（1779年） アメリカ大陸軍はインディアンが居住できなくなるよう集落、田畑を焦土化した。
- ナポレオンはロシア遠征（1812年）においてモスクワに侵入したが、炎上する町をあとに撤退を余儀なくされた。ただしこれが焦土作戦であったかは、議論が分かれている。
- アンドリュー・ジャクソンによる「（第一次）セミノール戦争（インディアン戦争）」（1817年-1818年）。アメリカにおける初の焦土作戦とされ、「インディアンのベトナム戦争」とも呼ばれている。
- アルジェリア侵攻（1830年 - 1847年）でフランス軍司令官トマ・ロベール・ブジョーはアルジェリアの村や畑を焼き払う焦土作戦を行った。
- 海への進軍（1864年）　南北戦争終盤、北軍のウィリアム・シャーマン将軍は、南部連合の早期降伏を目指して、南部連合中心州のジョージア州のアトランタから南東約400キロ先の港町サバナまでの主要部を焦土化する破壊進撃を実施した。
- キット・カーソンは、南北戦争中の対ナバホ族戦（1864年終了）で焦土作戦を使用している。（「キット・カーソン#ナバホ戦役」、「ロング・ウォーク・オブ・ナバホ」も参照。）
- ボーア戦争（第二次）（1899年 - 1902年）。ボーア人のゲリラ戦に対し、イギリス軍は焦土作戦と強制収容所で対抗した。
- 尼港事件（1920年）において赤軍パルチザンは日本軍がニコラエフスクを利用できないよう住民を殺戮して町を焼き払った。
- 日中戦争（1937年 - 1945年）において日本側は三光作戦、中国側は堅壁清野と呼ばれる焦土作戦を度々用いた。長沙大火（1938年）はその一例ではあるがこの際は流言に惑わされ長沙の町を意味なく焼き払ってしまった。また黄河決壊事件（1938年）も焦土作戦と言われることがある。
- 冬戦争（1939年 - 1940年）において戦力的に劣勢であったフィンランド側が大多数の赤軍を相手に行った戦術の一つ。ゲリラ戦術、遅滞戦術と共に使用し大粛清後で組織的に衰弱していた赤軍に多大な被害を与えた。
- 第二次世界大戦の独ソ戦（1941年 - 1945年）において赤軍は撤退にあたり敵軍の利用価値のあるものを壊した。またドイツ軍も同様に撤退にあたり敵軍の利用価値のあるものを壊した。さらに総統アドルフ・ヒトラーにより、ドイツ国内における産業施設の破壊命令（ネロ指令）も出されているが、一部施設は、独断で命令を無視した軍需大臣アルベルト・シュペーアのために破壊を免れている。

## その他
- この用語は経済界において、敵対的TOB対策としても用いられる。自社の資産（クラウンジュエル）を他社に譲渡するなど処分して、自社の企業価値を下げることで敵対的な買収を防ごうとすることを言う。
- 将棋でも使われる。将棋では取られた駒は相手の持ち駒となって相手の戦力を増すことになる。そのため自陣で敵駒の侵入が予想される部分の駒を逃がしておき、侵入されても取られる駒がほとんどない状態にしておくことを言う。